# 光花异燕麦
光花山燕麦（学名：Helictotrichon leianthum），别名光花异燕麦，为禾本科山燕麦属下的一个种。

## 扩展阅读
- 維基物種上的相關：光花山燕麦